# Пархомук, Виталий Васильевич
Вита́лий Васи́льевич Пархому́к (укр. Віталій Васильович Пархомук; 5 июня 1984, Заболотье — 8 марта 2022, Макаров) — украинский военнослужащий, старший солдат, участник российско-украинской войны. Герой Украины (2022, посмертно).

## Биография
Родился 5 июня 1984 года в посёлке Заболотье Волынской области. Служил танкистом в 14-й отдельной механизированной бригаде.
8 марта 2022 года три танковых экипажа 14-й отдельной механизированной бригады участвовали в бою за освобождение посёлка Макаров Киевской области. Экипаж в составе командира старшего сержанта Сергей Васича, солдата Олега Свинчука и старшего солдата Виталия Пархомука погиб в бою.
Перезахоронен 3 января 2024 года в родном посёлке Заболотье.
У него остались отец, сестра, жена и дочь.

## Награды
- Звание «Герой Украины» с удостоением ордена «Золотая Звезда» (2022, посмертно) — за личное мужество и героизм, проявленные в защите государственного суверенитета и территориальной целостности Украины, верность военной присяге.